# Liste der Straßen, Plätze und Brücken in Hamburg-Barmbek-Süd

Lage von Hamburg-Barmbek-Süd in Hamburg und im Bezirk Hamburg-Nord (hellrot)

Die Liste der Straßen, Plätze und Brücken in Hamburg-Barmbek-Süd ist eine Übersicht der im Hamburger Stadtteil Barmbek-Süd vorhandenen Straßen, Plätze und Brücken. Sie ist Teil der Liste der Verkehrsflächen in Hamburg.

## Überblick
In Barmbek-Süd (Ortsteilnummern 418 bis 423) leben 36705 Einwohner (Stand: 31. Dezember 2023) auf 3,1 km². Barmbek-Süd liegt in den Postleitzahlenbereichen 22081 und 22083.
In Barmbek-Süd gibt es 116 benannte Verkehrsflächen, darunter 3 Plätze, 17 Brücken und einen Park.
Es finden sich mehrere Motivgruppen:
- Psychiater (unter Bezug auf die ehemalige, nahe gelegene Irren-, Heil- und Pflegeanstalt Friedrichsberg): Damerowstwiete, Damerowsweg,  Langermannsweg, Pinelsweg, Reyesweg

- Verfolgte/Opfer des Nationalsozialismus: Elfriede-Lohse-Wächtler-Weg, Erika-Mann-Bogen, Grete-Zabe-Weg (alle auf dem Gelände der ehemaligen Irrenanstalt Friedrichsberg)

- Singvögel: Amselstraße, Stieglitzstraße, Zeisigstraße (überwiegend in Barmbek-Nord); zu dieser Gruppe ist auch die Vogelweide zu zählen

- Komponisten: Beethovenstraße, Brucknerstraße, Flotowstraße, Gluckstraße, Lachnerstraße, Lortzingstraße, Marschnerstieg, Marschnerstraße, Mozartstraße, Schubertstraße, Schumannstraße, Spohrstraße, Volkmannstraße, Wagnerstraßenbrücke, Weberstraße

- Getreidepflanzen: Gerstenkamp, Haferkamp, Weizenkamp

## Übersicht der Straßen
Die nachfolgende Tabelle gibt eine Übersicht über alle benannten Verkehrsflächen – Straßen, Plätze und Brücken – im Stadtteil sowie einige dazugehörige Informationen. Im Einzelnen sind dies:
- Name/Lage: aktuelle Bezeichnung der Straße, des Platzes oder der Brücke. Über den Link (Lage) kann die Straße, der Platz oder die Brücke auf verschiedenen Kartendiensten angezeigt werden. Die Geoposition gibt dabei ungefähr die Mitte an. Bei längeren Straßen, die durch zwei oder mehr Stadtteile führen, kann es daher sein, dass die Koordinate in einem anderen Stadtteil liegt.
- Straßenschlüssel: amtlicher Straßenschlüssel, bestehend aus einem Buchstaben (Anfangsbuchstabe der Straße, des Platzes oder der Brücke) und einer dreistelligen Nummer.
- Länge/Maße in Metern:
Hinweis: Die in der Übersicht enthaltenen Längenangaben sind nach mathematischen Regeln auf- oder abgerundete Übersichtswerte, die im Digitalen Atlas Nord[1] mit dem dortigen Maßstab ermittelt wurden. Sie dienen eher Vergleichszwecken und werden, sofern amtliche Werte bekannt sind, ausgetauscht und gesondert gekennzeichnet.
Bei Plätzen sind die Maße in der Form a × b bei rechteckigen Anlagen oder a × b × c bei dreiecksförmigen Anlagen mit a als längster Kante dargestellt.
Der Zusatz (im Stadtteil) gibt an, wie lang die Straße innerhalb des Stadtteils ist, sofern sie durch mehrere Stadtteile verläuft.
- Namensherkunft: Ursprung oder Bezug des Namens.
- Datum der Benennung: Jahr der offiziellen Benennung oder der Ersterwähnung eines Namens, bei Unsicherheiten auch die Angabe eines Zeitraums.
- Anmerkungen: Weitere Informationen bezüglich anliegender Institutionen, der Geschichte der Straße, historischer Bezeichnungen, Baudenkmale usw.
- Bild: Foto der Straße oder eines anliegenden Objektes.

| Name/Lage                           | Straßen- schlüssel | Länge/Maße (in Metern) | Namensherkunft | Datum der Benennung | Anmerkungen | Bild                                                                                  |
| ----------------------------------- | ------------------ | ---------------------- | --- | ------------------- | --- | ------------------------------------------------------------------------------------- |
| Adolph-Schönfelder-Straße (Lage)    | A545               | 0550                   | Adolph Schönfelder (1875–1966), SPD-Politiker | 1970                | bis 1970 Rönnhaidstraße | Adolph-Schönfelder-Straße                                                             |
| Alter Teichweg (Lage)               | A157               | 0525 (im Stadtteil)    | nach der Flurbezeichnung „Ohlen Dieck“ (Alter Teich) | 1877                | östlich der S-Bahn-Brücke in Dulsberg | Alter Teichweg                                                                        |
| Amselstraße (Lage)                  | A383               | 0190                   | Vogel Amsel | 1893                | Motivgruppe „Singvögel“ in Erinnerung an den Vogelforscher und -liebhaber Gerhard Hinrich von Essen (1770–1833) | Amselstraße                                                                           |
| Bachstraße (Lage)                   | B013               | 1195                   | ursprünglich nach der Osterbek benannt, später vorübergehend fälschlich dem Komponisten Johann Sebastian Bach (1685–1750) zugeordnet und zeitweilig Sebastian-Bach-Straße benannt (siehe Abschnitt „Komponistenviertel“) | 1860                | westliche Straßenhälfte zwischen Bachstraßenbrücke und Kreuzung Hans-Henny-Jahnn-Weg/Osterbekstraße/Weidestraße/Herderstraße in Uhlenhorst | Bachstraße                                                                            |
| Bachstraßenbrücke (Lage)            | –                  | 0025 (im Stadtteil)    | in Anlehnung an die Bachstraße | 1904                | östlicher Teil der Südhälfte in Barmbek-Süd, westlicher Teil in Uhlenhorst, nördlicher Teil ab Brückenmitte komplett in Winterhude | Bachstraßenbrücke                                                                     |
| Barmbeker Markt (Lage)              | B073               | 0490                   | nach seiner ehemaligen Funktion als Marktplatz | 1948                | der Barmbeker Markt ist heute eine vierspurige Straße, geteilt von PKW-Stellplätzen; über den Stellplätzen verläuft die U-Bahn-Linie 3 | Barmbeker Markt (Ostseite), Blick Richtung Dehnhaide                                  |
| Bartholomäusstraße (Lage)           | B085               | 0475                   | Bartholomew John Bull (1791–1857), Vorbesitzer des Geländes | um 1843             | | Bartholomäusstraße                                                                    |
| Beethovenstraße (Lage)              | B139               | 0855                   | Ludwig van Beethoven (1770–1827), Komponist | 1863                | Motivgruppe „Komponisten“ | Beethovenstraße                                                                       |
| Beim Alten Schützenhof (Lage)       | B194               | 0450                   | nach dem Schützenhof, der hier von 1862 bis 1901 von der Hamburger Schützengesellschaft betrieben wurde | 1913                | | Beim Alten Schützenhof                                                                |
| Beimoorstraße (Lage)                | B226               | 0185                   | Ahrensburger Ortsteil Beimoor | 1948                | | Beimoorstraße                                                                         |
| Berthastraße (Lage)                 | B291               | 0250                   | Bertha Wagner, Tochter des Grundeigentümers Wagner | 1866                | | Berthastraße                                                                          |
| Biedermannplatz (Lage)              | B308               | 0320 × 135 x 50        | Adolf Biedermann (1881–1933), SPD-Politiker | 1947                | bis 1947 Schleidenplatz | Biedermannplatz (Ostseite)                                                            |
| Bostelreihe (Lage)                  | B752               | 0485                   | nach der Barmbeker Vogtsfamilie Bostel (17. und 18. Jahrhundert) | 1968                | | Bostelreihe                                                                           |
| Bramfelder Brücke (Lage)            | –                  | 0015 (im Stadtteil)    | in Anlehnung an die Bramfelder Straße | 1904                | überquert im Zuge der Bramfelder Straße den Osterbekkanal; nördlicher Teil in Barmbek-Nord | Bramfelder Brücke                                                                     |
| Bramfelder Straße (Lage)            | B544               | 0240 (im Stadtteil)    | Hamburger Stadtteil Bramfeld | 1862                | nördlicher Teil ab Osterbekkanal in Barmbek-Nord | Bramfelder Straße, zu Barmbek-Süd gehörender Teil                                     |
| Brucknerstraße (Lage)               | B628               | 0525                   | Anton Bruckner (1824–1896), Komponist | 1938                | Motivgruppe „Komponisten“ | Brucknerstraße                                                                        |
| Bürgerstraße (Lage)                 | B685               | 0245                   | nach dem gleichnamigen Begriff; lt. Beckerhaus ausdrücklich nicht nach dem Dichter Gottfried August Bürger | 1868                | | Bürgerstraße                                                                          |
| Damerowstwiete (Lage)               | D022               | 0070                   | in Anlehnung an den Damerowsweg | 1939                | Motivgruppe „Psychiater“ | Damerowstwiete                                                                        |
| Damerowsweg (Lage)                  | D023               | 0255                   | Heinrich Damerow (1798–1866), Mediziner und Psychiater | 1912                | Motivgruppe „Psychiater“ | Damerowsweg                                                                           |
| Dehnhaide (Lage)                    | D057               | 1030 (im Stadtteil)    | nach dem Flurnamen „An der Dann Haide“ (von niederdt. Dann = Niederung) | 1899                | bis 1899 Wandsbeckerstraße, Namensgeber des Bahnhofes Dehnhaide der U 3; östlich der S-Bahn-Brücke in Dulsberg | Dehnhaide                                                                             |
| Desenißstraße (Lage)                | D078               | 0580                   | Dietrich Deseniß (1768–1841), Zuckerbäcker und Barmbeker Vogt | 1870                | | Desenißstraße                                                                         |
| Döscherstraße (Lage)                | D134               | 0110                   | Albert Döscher (1879–1955), Kammermusiker | 1964                | | Döscherstraße                                                                         |
| Eilbeker Brücke (Lage)              | –                  | 0025                   | nach Lage und Funktion | 1936                | überquert im Zuge der Straße Eilbektal die Eilbek; Straßenfläche komplett in Eilbek | Eilbeker Brücke                                                                       |
| Eilbektal (Lage)                    | E089               | 30                     | nach der Lage im Tal der Eilbek verlaufend | 1904                | komplett in Eilbek, lediglich das Grundstück mit der Hausnummer 111 am östlichen Ende befindet sich in Barmbek-Süd | Eilbektal                                                                             |
| Eilbekwiesenbrücke (Lage)           | –                  | 0025                   | nach Lage und Bestimmung | 1960                | Fußgängerbrücke, überquert im Friedrichsberger Park die Eilbek | Eilbekwiesenbrücke                                                                    |
| Elfriede-Lohse-Wächtler-Weg (Lage)  | E347               | 0330                   | Elfriede Lohse-Wächtler (1899–1940), Malerin | 2008                | Motivgruppe „Verfolgte/Opfer des Nationalsozialismus“ | Elfriede-Lohse-Wächtler-Weg                                                           |
| Elsastraße (Lage)                   | E169               | 0490                   | Elsa Wagner, Ehefrau des Grundeigentümers Wagner | 1886                | | Elsastraße                                                                            |
| Erika-Mann-Bogen (Lage)             | E344               | 0225                   | Erika Mann (1905–1969), Schauspielerin und Schriftstellerin | 2006                | Motivgruppe „Verfolgte/Opfer des Nationalsozialismus“ | Erika-Mann-Bogen                                                                      |
| Feßlerstraße (Lage)                 | F095               | 0145                   | G. H. L. Imbek, genannt Feßler (1826–1884), Vorbesitzer des Geländes | 1886                | | Feßlerstraße                                                                          |
| Flachsland (Lage)                   | F139               | 0335                   | nach der Flurbezeichnung „Up’n Flachsland-Wisch“, wo Barmbeker Bauern ihren Flachs anbauten | 1884                | | Flachsland                                                                            |
| Flotowstraße (Lage)                 | F155               | 0345                   | Friedrich von Flotow (1812–1883), Komponist | 1899                | Motivgruppe „Komponisten“ | Flotowstraße                                                                          |
| Framheinstraße (Lage)               | F201               | 0235                   | Barmbeker Hufnerfamilie Framhein | 1907                | | Framheinstraße                                                                        |
| Friedrichsberger Brücke (Lage)      | –                  | 0020                   | nach Lage und Funktion | 1945                | überquert im Zuge der Friedrichsberger Straße die Eilbek | Friedrichsberger Brücke                                                               |
| Friedrichsberger Straße (Lage)      | F239               | 0750 (im Stadtteil)    | nach einer Flurbezeichnung, zurückgehend auf einen Bauern Friedrich | 1868                | südlicher Teil ab Eilbektal in Eilbek | Friedrichsberger Straße                                                               |
| Gaswerkbrücke (Lage)                | –                  | 0010                   | nach seiner Lage beim nicht mehr existierenden Gaswerk | 1904                | überquert im Zuge der Osterbekstraße einen Seitenarm des Osterbekkanals | Gaswerkbrücke (im Vordergrund), im Hintergrund der Großheidesteg                      |
| Gerda-Kohn-Platz (Lage)             | G                  | 0120 × 50              | Gerda Kohn (1905–1994), Kommunalpolitikerin | 2022                | Gerda Kohn engagierte sich umfangreich in der AWO; 1984 wurde sie mit der Medaille für treue Arbeit im Dienste des Volkes ausgezeichnet. Der Platz ist zurzeit (Juni 2023) eine unbebaute Fläche, auf der in den nächsten Jahren Wohnungen entstehen sollen, teilweise unter Einbeziehung des Mesterkamps. |                                                                                       |
| Gerstenkamp (Lage)                  | G084               | 0190                   | Getreidepflanze Gerste | 1910                | Motivgruppe „Getreidepflanzen“ | Gerstenkamp                                                                           |
| Gluckstraße (Lage)                  | G121               | 0735                   | Christoph Willibald Gluck (1714–1787), Komponist | 1881                | Motivgruppe „Komponisten“ | Gluckstraße                                                                           |
| Grete-Zabe-Weg (Lage)               | G493               | 0480                   | Grete Zabe (1877–1963), SPD-Politikerin | 2008                | Motivgruppe „Verfolgte/Opfer des Nationalsozialismus“ | Grete-Zabe-Weg                                                                        |
| Großheidesteg (Lage)                | –                  | 0025 (im Stadtteil)    | nach einer Flurbezeichnung; in Anlehnung an die in Winterhude verlaufende Großheidestraße | 1960                | Fußgängerbrücke, führt als Verlängerung der Großheidestraße über den Osterbekkanal; nördlicher Teil in Winterhude | Großheidesteg                                                                         |
| Grovestraße (Lage)                  | G306               | 0280                   | Adolf Grove († 1900), Vorbesitzer des Geländes | 1904                | | Grovestraße                                                                           |
| Haferkamp (Lage)                    | H028               | 0140                   | Getreidepflanze Hafer | 1899                | Motivgruppe „Getreidepflanzen“ | Haferkamp                                                                             |
| Hamburger Straße (Lage)             | H075               | 1410                   | nach seiner Bestimmung als nach Hamburg führende Straße | 1862                | Namensgeber des Bahnhofes Hamburger Straße der Linie U 3; südöstlicher Straßenteil zwischen Richardstraße und Kreuzung Lerchenfeld in Uhlenhorst | Hamburger Straße                                                                      |
| Hansdorfer Straße (Lage)            | H120               | 0245                   | ehemalige Hamburger Exklave Groß-Hansdorf | 1888                | | Hansdorfer Straße                                                                     |
| Heinrich-Hertz-Straße (Lage)        | H299               | 0300 (im Stadtteil)    | Heinrich Hertz (1857–1894), Physiker | 1945                | westlicher Teil ab Winterhuder Weg in Uhlenhorst | Heinrich-Hertz-Straße, zu Barmbek-Süd gehörender Teil                                 |
| Heinskamp (Lage)                    | H310               | 0355                   | Peter Heinrich Friedrich Heins (1848–1927), Vorbesitzer des Geländes | 1885                | | Heinskamp                                                                             |
| Heinz-Gärtner-Brücke (Lage)         | H860               | 0020 (im Stadtteil)    | Heinz Gärtner (1916–2001), SPD-Politiker und Widerstandskämpfer gegen den Nationalsozialismus | 2013                | nördlicher Teil in Winterhude | Heinz-Gärtner-Brücke                                                                  |
| Heitmannstraße (Lage)               | H313               | 0530                   | Brüder Hinrich (1834–1895) und Jochim Heitmann (1839–1883), Vorbesitzer des Geländes | 1877                | | Heitmannstraße                                                                        |
| Herderstraße (Lage)                 | H360               | 0475                   | Johann Gottfried Herder (1744–1803), Dichter, und Maria Karoline Herder (1750–1809), Lektorin und Biographin | 1865                | westliche Straßenhälfte in Uhlenhorst; zusätzliche Widmung seit 2017 | Herderstraße                                                                          |
| Holsteinischer Kamp (Lage)          | H583               | 0830                   | nach der gleichnamigen Flurbezeichnung „Am holsteinischen Kamp“, nach anderen Quellen auch nach einer weiteren Flurbezeichnung „Hegelstein’s Kamp“, die dann unrichtig übernommen wurde                                  | 1862                | am Holsteinischen Kamp entstand 1866 das erste Mietshaus in Barmbek | Holsteinischer Kamp                                                                   |
| Holsteinischer Weg (Lage)           | H584               | 0110                   | in Anlehnung an den Holsteinischen Kamp | 1962                | | Holsteinischer Weg                                                                    |
| Hufnerstraße (Lage)                 | H676               | 0415 (im Stadtteil)    | nach den an der ehemaligen Hauptstraße Barmbeks liegenden Hofstellen der Hufner | 1862                | nördlicher Teil ab Mitte des Osterbekkanals in Barmbek-Nord | Hufnerstraße, zu Barmbek-Süd gehörender Teil zwischen Barmbeker Markt und Reesestraße |
| Hufnerstraßenbrücke (Lage)          | –                  | 0015 (im Stadtteil)    | in Anlehnung an die Hufnerstraße | 1904                | überquert im Zuge der Hufnerstraße den Osterbekkanal; nördlicher Teil in Barmbek-Nord | Hufnerstraßenbrücke                                                                   |
| Humboldtbrücke (Lage)               | –                  | 0010 (im Stadtteil)    | in Anlehnung an die Humboldtstraße | 1970                | Fußgängerbrücke über Hamburger Straße und Oberaltenallee; überwiegender südlicher Teil ab Mitte der Hamburger Straße in Uhlenhorst | Humboldtbrücke                                                                        |
| Humboldtstraße (Lage)               | G684               | 1075                   | Alexander von Humboldt (1769–1859), Naturforscher | 1859                | | Humboldtstraße                                                                        |
| Imstedt (Lage)                      | I073               | 0620                   | nach „Immenstede“, ein Ort, an dem sich Bienen aufhalten | 1904                | | Imstedt                                                                               |
| Ingeburg-Morgenstern-Stieg (Lage)   | I                  | 0145                   | Ingeburg Morgenstern (1931–2008), 1972 eine der ersten Busfahrerinnen in Deutschland | 2024                | |                                                                                       |
| Johannes-Prassek-Park (Lage)        | –                  | 0310 × 150 × 25        | Johannes Prassek (1911–1943), katholischer Geistlicher | 2011                | der Park wurde auf dem Gelände des ehemaligen Gaswerkes an der Osterbekstraße angelegt; die Prassekstraße in Wilhelmsburg hat denselben Namensgeber | Johannes-Prassek-Park                                                                 |
| Käthnerort (Lage)                   | K009               | 0500                   | nach der Ansiedlung der Kätner | 1866/1899           | bis 1899 Im Käthnerort | Käthnerort                                                                            |
| Käthnerortbrücke (Lage)             | –                  | 0020 (im Stadtteil)    | in Anlehnung an den Käthnerort | 1910                | nördlicher Teil in Barmbek-Nord | Käthnerortbrücke, Blick in Richtung Käthnerort                                        |
| Klinikweg (Lage)                    | K263               | 0190                   | nach der ehemaligen, dort befindlichen Allgemeinen Poliklinik | 1913                | | Klinikweg                                                                             |
| Lachnerstraße (Lage)                | L002               | 0140                   | Brüder Franz Lachner (1803–1890), Ignaz Lachner (1807–1895) und Vinzenz Lachner (1811–1893), Komponisten sowie deren Schwestern Thekla Lachner (1801–1869), Organistin, und Christina Lachner (1805–1858), Organistin    | 1906                | Motivgruppe „Komponisten“ | Lachnerstraße                                                                         |
| Langenrehm (Lage)                   | L053               | 0410                   | nach einem Flurnamen (Rehm = Riemen, Streifen) | 1862/1899           | bis 1899 Im Langenreem | Langenrehm                                                                            |
| Langermannsweg (Lage)               | L060               | 0120                   | Johann Gottfried Langermann (1768–1832), Psychiater | 1912                | Motivgruppe „Psychiater“ | Langermannsweg                                                                        |
| Levisohnweg (Lage)                  | L402               | 0065                   | Albert Levisohn (1891–1942), Ehefrau Cilly Levisohn (1894–1942) und Sohn Rolf Levisohn (1920–1942), Opfer des Nationalsozialismus                                                                                        | 2014                | | Levisohnweg                                                                           |
| Lindnersweg (Lage)                  | L192               | 0090                   | Otto Lindner (1863–1927), Vorbesitzer des Geländes | 1930                | | Lindnersweg                                                                           |
| Lohkoppelstraße (Lage)              | L228               | 0615                   | nach einem Flurnamen (Loh = Eichwald) | 1873                | | Lohkoppelstraße                                                                       |
| Lortzingstraße (Lage)               | L253               | 0380                   | Albert Lortzing (1801–1851), Komponist | 1901                | Motivgruppe „Komponisten“ | Lortzingstraße                                                                        |
| Louis-Braille-Platz (Lage)          | L394               | 0060 × 55 × 30         | Louis Braille (1809–1852), französischer Blindenlehrer und Erfinder der nach ihm benannten Brailleschrift | 2009                | in unmittelbarer Nähe – am Holsteinischen Kamp 26 – hat der Blinden- und Sehbehindertenverein Hamburg seinen Sitz | Louis-Braille-Platz                                                                   |
| Marschnerstieg (Lage)               | M068               | 0130                   | in Anlehnung an die Marschnerstraße | 1962                | Motivgruppe „Komponisten“ | Marschnerstieg                                                                        |
| Marschnerstraße (Lage)              | M069               | 0475                   | Heinrich Marschner (1795–1861), Komponist, Marianne Marschner (1806–1854) und Theresa Marschner (1827–1884), Sängerinnen, dritte bzw. vierte Ehefrau Heinrich Marschners                                                 | 1895                | Motivgruppe „Komponisten“ | Marschnerstraße                                                                       |
| Martensweg (Lage)                   | M074               | 0110                   | Andreas Ehrenfried Martens (1755–1828), Oberalter, machte sich um die Straf- und Besserungsanstalten verdient | 1907                | | Martensweg                                                                            |
| Maurienstraße (Lage)                | M097               | 0160 (im Stadtteil)    | Johann Hinrich Wilhelm Maurien (gest. 1882), Mitbegründer der New-York Hamburger Gummi-Waaren Compagnie | 1886                | nördlicher Teil in Barmbek-Nord; die Brücke über den Osterbekkanal, die beide Teile miteinander verband, wurde im Zweiten Weltkrieg zerstört und nicht wieder aufgebaut | Maurienstraße, zu Barmbek-Süd gehörender Teil                                         |
| Maxstraße (Lage)                    | M102               | 0030 (im Stadtteil)    | Max Tornquist, Sohn des Grundeigentümers Alexander Tornquist | 1867                | lt. Straßenverzeichnis in Eilbek, lt. Grundkarte nördlicher Teil ab Eilbekkanal in Barmbek-Süd | Maxstraße, zu Barmbek-Süd gehörender Teil                                             |
| Maxstraßenbrücke (Lage)             | –                  | 0020                   | nach Lage und Bestimmung | 1907                | überquert im Zuge der Maxstraße den Eilbekkanal, kurzer südlicher Teil in Eilbek | Maxstraßenbrücke                                                                      |
| Mesterkamp (Lage)                   | M167               | 0265                   | nach einem Flurnamen | 1890                | Am Mesterkamp befand sich ab 1890 ein Betriebsbahnhof, zunächst für die Pferde-, ab 1895 auch für die Straßenbahn. Ab 1966 Nutzung für Busse, zum 1. April 2019 wurde der Betriebshof stillgelegt. | Mesterkamp                                                                            |
| Mirowstraße (Lage)                  | M201               | 0155                   | A. H. C. Mirow (1840 – 1900), ab 1884 Mitglied der Hamburgischen Bürgerschaft | 1906                | | Mirowstraße                                                                           |
| Mozartstraße (Lage)                 | M308               | 0300                   | Wolfgang Amadeus Mozart (1756–1791), Komponist | 1863                | Motivgruppe „Komponisten“ | Mozartstraße                                                                          |
| Nicolaus-Heinrich-Julius-Weg (Lage) | N                  | 0370                   | Nicolaus Heinrich Julius (1783–1862), Arzt | 2024                | Die Straße war als Juliusweg bis 1938 bereits nach dem Mediziner benannt, wurde aber aufgrund seiner jüdischen Herkunft in Kraepelinweg umbenannt. Die Rückbenennung erfolgte in der Nacht 16./17.10.2024 nach Empfehlung der Kommission zum Umgang mit NS-belasteten Straßennamen in Hamburg. Die Kommission erwähnt in ihrem Beschluss nur den Namen Kraepelin und meint Emil Kraepelin. Allerdings war die Straße seinem Bruder Karl gewidmet und nach diesem benannt worden. | Kraepelinweg                                                                          |
| Oberaltenallee (Lage)               | O005               | 0185 (im Stadtteil)    | nach den Oberalten, die diesen Weg mit Kutschen befahren durften, der ansonsten nur als Fußweg diente | 1862                | südlicher Teil zwischen Richardstraße und Lerchenfeld in Uhlenhorst | Oberaltenallee                                                                        |
| Ortrudstraße (Lage)                 | O119               | 0360                   | Figur aus der Oper Lohengrin von Richard Wagner | 1904                | | Ortrudstraße                                                                          |
| Osterbekstraße (Lage)               | O134               | 1510                   | nach dem Verlauf parallel zum Osterbekkanal | 1878                | | Osterbekstraße                                                                        |
| Pfenningsbusch (Lage)               | P099               | 0400                   | nach einem Flurnamen (Pennick = Stubben, Busch = kleines Gehölz) | 1908                | | Pfenningsbusch                                                                        |
| Pinelsweg (Lage)                    | P120               | 0260                   | Philippe Pinel (1745–1826), Psychiater | 1912                | Motivgruppe „Psychiater“ | Pinelsweg                                                                             |
| Reesestraße (Lage)                  | R088               | 0285                   | Eggers Reese, Barmbeker Vollhufner und Vogt | 1862                | | Reesestraße                                                                           |
| Reyesweg (Lage)                     | R173               | 0340                   | Wilhelm Reye (1833–1912), Psychiater und langjähriger Leiter der Irren-, Heil- und Pflegeanstalt Friedrichsberg | 1912                | | Reyesweg                                                                              |
| Richardstraße (Lage)                | R180               | 0520 (im Stadtteil)    | vermutlich nach Richard Emanuel Bull, dem ältesten Enkel des Grundeigentümers Bartholomew John Bull (siehe auch Bartholomäusstraße)                                                                                      | 1861                | westliche Straßenhälfte bis Eilbekkanal in Uhlenhorst, südlicher Teil ab Eilbekkanal in Eilbek | Richardstraße, zu Barmbek-Süd gehörender Teil                                         |
| Richardstraßenbrücke (Lage)         | –                  | 0025                   | in Anlehnung an die Richardstraße | 1904                | überquert im Zuge der Richardstraße den Eilbekkanal; westliche Brückenseite in Uhlenhorst | Richardstraßenbrücke                                                                  |
| Rönnhaidbrücke (Lage)               | –                  | 0190                   | in Anlehnung an die frühere Rönnhaidstraße, die 1970 in Adolph-Schönfelder-Straße umbenannt wurde | 1970                | überquert als Fußgängerbrücke im rechten Winkel die Adolph-Schönfelder- und die Hamburger Straße | Rönnhaidbrücke                                                                        |
| Schleidenbrücke (Lage)              | –                  | 0025 (im Stadtteil)    | in Anlehnung an die Schleidenstraße | 1929                | Ostseite des nördlichen Teils in Barmbek-Nord, Westseite des nördlichen Teils in Winterhude | Schleidenbrücke                                                                       |
| Schleidenstraße (Lage)              | S198               | 0230                   | Matthias Jacob Schleiden (1804–1881), Botaniker | 1904                | | Schleidenstraße                                                                       |
| Schmalenbecker Straße (Lage)        | S228               | 0140                   | ehemalige Hamburger Exklave Schmalenbeck | 1899                | | Schmalenbecker Straße                                                                 |
| Schubertstraße (Lage)               | S297               | 0155                   | Franz Schubert (1797–1828), Komponist | 1905                | Motivgruppe „Komponisten“ | Schubertstraße                                                                        |
| Schumannstraße (Lage)               | S330               | 0550                   | Robert Schumann (1810–1856), Komponist | 1876                | Motivgruppe „Komponisten“ | Schumannstraße                                                                        |
| Sentastraße (Lage)                  | S408               | 0500                   | Figur aus der Oper Der fliegende Holländer von Richard Wagner | 1904                | | Sentastraße                                                                           |
| Spohrstraße (Lage)                  | S554               | 0315                   | Louis Spohr (1784–1859), Komponist, und Dorette Spohr (1787–1834), Harfenistin | 1904                | Motivgruppe „Komponisten“ | Spohrstraße                                                                           |
| Stieglitzstraße (Lage)              | S690               | 0180                   | Vogel Stieglitz | 1899                | Motivgruppe „Singvögel“ in Erinnerung an den Vogelforscher und -liebhaber Gerhard Hinrich von Essen (1770–1833) | Stieglitzstraße                                                                       |
| Stradellakehre (Lage)               | S722               | 0060                   | nach der Oper Alessandro Stradella von Friedrich von Flotow | 1930                | | Stradellakehre                                                                        |
| Stückenstraße (Lage)                | S763               | 0465                   | nach einer Flurbezeichnung | 1862                | | Stückenstraße                                                                         |
| Stuvkamp (Lage)                     | S778               | 0185                   | nach einer Flurbezeichnung (Stuv = niedriges Gebüsch) | 1888                | | Stuvkamp                                                                              |
| Uferstraße (Lage)                   | U006               | 0480 (im Stadtteil)    | nach der Lage entlang der Nordseite des Eilbekkanals | 1893                | westlicher Teil ab Richardstraße in Uhlenhorst | Uferstraße, zu Barmbek-Süd gehörender Teil                                            |
| Vogelweide (Lage)                   | V062               | 0470                   | in Anlehnung an die Motivgruppe „Singvögel“ zur Erinnerung an den Vogelforscher und -liebhaber Gerhard Heinrich von Essen (1770–1833), der hier auch Grundbesitz hatte                                                   | 1888                | | Vogelweide                                                                            |
| Vogteiweg (Lage)                    | V071               | 0125                   | in Erinnerung an die 1894 aufgehobenen staatlichen Verwaltungsbezirke innerhalb der Landherrenschaft der Geestlande | 1899                | früher Kleine Weidestraße | Vogteiweg                                                                             |
| Volkmannstraße (Lage)               | V077               | 0165                   | Robert Volkmann (1815–1883), Komponist | 1906                | | Volkmannstraße                                                                        |
| Volksdorfer Straße (Lage)           | V080               | 0430                   | Hamburger Stadtteil Volksdorf | 1888                | | Volksdorfer Straße                                                                    |
| Von-Axen-Straße (Lage)              | V091               | 0155                   | Otto von Axen (1757–1831), Freimaurer und Oberalter | 1907                | | Von-Axen-Straße                                                                       |
| Von-Essen-Straße (Lage)             | V098               | 0780 (im Stadtteil)    | Gerhard Hinrich von Essen (1770–1833), Vogelforscher, -liebhaber und -sammler, legte in seinem Garten zahlreiche Brut- und Nistplätze für Singvögel an                                                                   | 1862                | zur Erinnerung von Essens entstand auch die Motivgruppe „Vögel“ mit zahlreichen Straßen in Barmbek-Nord und Barmbek-Süd; südlicher Teil in Eilbek | Von-Essen-Straße, zu Barmbek-Süd gehörender Teil                                      |
| Von-Essen-Straßenbrücke (Lage)      | –                  | 0025                   | nach Lage und Funktion | 1904                | überquert im Zuge der Von-Essen-Straße den Eilbekkanal | Von-Essen-Straßenbrücke                                                               |
| Wagnerstraße (Lage)                 | W014               | 0500 (im Stadtteil)    | ursprünglich nach dem Grundeigentümer Hans Heinrich David Wagner (1816–1872) benannt, später dem Komponisten Richard Wagner (1813 – 1883) zugeordnet (siehe Abschnitt „Komponistenviertel“)                              | 1877                | Motivgruppe „Komponisten“; südlicher Teil in Eilbek | Wagnerstraße                                                                          |
| Wagnerstraßenbrücke (Lage)          | –                  | 0030                   | nach Lage und Funktion | 1904                | überquert im Zuge der Wagnerstraße den Eilbekkanal | Wagnerstraßenbrücke                                                                   |
| Weberstraße (Lage)                  | W097               | 0305                   | Carl Maria von Weber (1786–1826), Komponist | 1906                | Motivgruppe „Komponisten“ | Weberstraße                                                                           |
| Weidestraße (Lage)                  | W140               | 0805                   | nach früher dort gelegenen Weideflächen | 1862                | | Weidestraße                                                                           |
| Weizenkamp (Lage)                   | W157               | 0120                   | Getreidepflanze Weizen | 1913                | Motivgruppe „Getreidepflanzen“ | Weizenkamp                                                                            |
| Winterhuder Weg (Lage)              | W322               | 0905 (im Stadtteil)    | Hamburger Stadtteil Winterhude | 1846                | westliche Straßenhälfte in Uhlenhorst, ab Herderstraße westlich komplett in Uhlenhorst | Winterhuder Weg                                                                       |
| Wohldorfer Straße (Lage)            | W369               | 0490                   | Hamburger Stadtteil Wohldorf | 1888                | | Wohldorfer Straße                                                                     |
| Zeisigstraße (Lage)                 | Z009               | 0180                   | Vogel Zeisig | 1902                | Motivgruppe „Singvögel“ in Erinnerung an den Vogelforscher und -liebhaber Gerhard Hinrich von Essen (1770–1833) | Zeisigstraße                                                                          |

## Komponistenviertel
Es gibt zwei Komponistenviertel im Stadtteil, eine verdankt ihre Entstehung einem administrativen Fehler. Die Wagnerstraße südlich der Hamburger Straße war ursprünglich nach dem Besitzer des Geländes, Hans Heinrich David Wagner (1816–1872), benannt. Aufgrund der parallel verlaufenden Richardstraße wurde die Wagnerstraße zu einem nicht bekannten Zeitpunkt wohl versehentlich dem Komponisten Richard Wagner zugeordnet und auch die umliegenden Straßen nach Komponisten benannt. Ähnlich verhält es sich mit der Bachstraße nördlich der Hamburger Straße, deren Namensgeber ein in die Osterbek fließender Bach war. Da es in Hamburg noch keine nach dem gleichnamigen Komponisten benannte Straße gab, verfuhr man hier wie bei der Wagnerstraße und widmete sie – allerdings bewusst – Johann Sebastian Bach. So erhielten auch die umliegenden Straßen ihre Namen nach bekannten Tonkünstlern.
Aus ähnlichem Grund erfolgte auch die Benennung der Senta- und der Ortrudstraße nach Figuren aus Wagner-Opern, während die Elsastraße nicht der Oper Lohengrin entstammt, sondern ebenso wie die Berthastraße nach Frau bzw. Tochter des Grundeigentümers benannt wurde.